# Ividié
Ne doit pas être confondu avec Iridié.
Ividié est une commune rurale située dans le département de Zawara de la province de Sanguié dans la région du Centre-Ouest au Burkina Faso.